# Tomás González Carvajal
Tomás José González Carvajal (Sevilla, 21 de diciembre de 1753-Madrid, 9 de noviembre de 1834) fue un traductor, poeta, hebraísta, estadista y político español.

## Biografía

### Primeros años
Nació en Sevilla el 21 de diciembre de 1753, en el seno de una familia acomodada. Entre 1773 y 1774 estudió filosofía en la Universidad de Sevilla. En 1776 se licenció en dicha facultad, y poco después obtuvo la borla de maestro en artes. En 1781 era ya profesor de Filosofía moral en la misma universidad.
Allí estudió también teología y jurisprudencia: el 17 de abril de 1784 recibió el grado de bachiller en leyes, y el 4 de mayo siguiente el de licenciado, y poco después la borla de doctor en la misma facultad.
En 1785 pasó a la Corte, donde solicitando una toga en América, se dio a conocer por el papel en derecho que escribió probando con razones y documentos históricos que la Universidad de Sevilla debía contarse entre las mayores del Reino, y así lo decidió la Cámara de Indias.
En esta época fue nombrado individuo de la Academia Práctica de Jurisprudencia, y de la Sociedad Matritense de Amigos del País, en la cual, además de otras muchas obras, escribió la oración con que aquel cuerpo felicitó a Carlos IV en su llegada al trono. Asistió también a la Academia Latina Matritense, de la cual era individuo desde el año de 1778. En los Reales Estudios de San Isidro cursó la clase de idioma griego en los años de 1787 a 1789, e hizo oposición a la cátedra de Filosofía Moral allí mismo.

### Las Nuevas Poblaciones
El 2 de marzo de 1790 fue agregado a la Secretaría de Hacienda de Indias, y se le dieron los honores de oficial de ella el 9 de abril de 1791, y el 7 de octubre de 1794 el empleo efectivo de oficial en la Secretaría de Hacienda de España. En esta época escribió varias memorias sobre asuntos pertenecientes a la carrera en que había entrado.
El 22 de marzo de 1795 sucedió a Pablo de Olavide, caído en desgracia, como intendente de las Nuevas Poblaciones de Andalucía y Sierra Morena, y superintendente de la de Almuradiel en La Mancha. En este destino, a pesar de lo que se debilitó su salud en el clima de La Carolina, desplegó grandes miras filantrópicas y administrativas: formó un censo estadístico muy minucioso de todas las colonias, para lo cual las visitó y examinó muy detenidamente. En 1798 volvió a la Corte a dar cuenta del resultado de tan importante operación, y a proponer las medidas convenientes para el fomento de aquella región; pero a ruegos de don Francisco de Saavedra, a la sazón Ministro de Hacienda, permutó su destino de intendente de las Nuevas Poblaciones con don Bernabé Portillo, oficial segundo de la misma Secretaría.
Esta disposición duró poco tiempo. En aquel mismo año padeció Saavedra una gravísima enfermedad, salió del Ministerio y la permuta hecha con Portillo fue anulada. González Carvajal volvió otra vez a La Carolina en virtud de Real Decreto de 24 de septiembre. Entonces se dedicó con la mayor actividad al fomento y mejora de las Poblaciones: reedificó un gran número de casas que estaban ruinosas, promovió los plantíos de olivos y vides, y ejecutó obras nuevas de importancia.
Pero su salud se resentía con el clima de aquella zona; y así, a repetidas instancias suyas, se le exoneró de aquel destino el 20 de agosto de 1807, y se retiró a vivir a Sevilla mientras se le daba otra intendencia.

### La Guerra de la Independencia y la represión absolutista
Sobrevino la insurrección de 1808, en la cual tomó una parte muy activa. El 1 de julio fue nombrado intendente del ejército que triunfó en Bailén, y en el que organizó la parte administrativa. Se encontraba en aquella célebre jornada; y cuando llegaron a Madrid las tropas vencedoras, se le encargó la intendencia del ejército de reserva que se formaba en Somosierra. Le sorprendió en la capital la entrada de los franceses a fines de 1808, donde su antiguo amigo don Francisco Cabarrús hizo los mayores esfuerzos para que jurase al rey intruso; pero don Tomás decidió huir disfrazado, hasta que llegó a Sevilla en enero de 1809.
En abril del mismo año se le nombró intendente del ejército del centro; en junio, del ejército y Reino de Mallorca; en abril de 1810, del ejército y Reino de Valencia, en enero de 1811, del ejército y cuatro reinos de Andalucía. En 1812 fue nombrado individuo y presidente de la Junta de Hacienda, y el 30 de marzo de 1813 Secretario de Estado y del Despacho de éste ramo. Pero su inclinación a las letras le obligaron a pedir que se le exonerase de este alto destino, y que se le diese en premio de sus servicios la dirección de los Reales Estudios de San Isidro de Madrid. Consiguió lo uno y lo otro: el 24 de agosto del mismo año fue exonerado del Ministerio, y dos días después nombrado director de dichos Estudios.
Al año siguiente fue perseguido, preso y puesto en juicio por haber establecido en ellos una cátedra de Constitución, según las órdenes vigentes. El resultado de la causa fue confinarlo a Sevilla, donde se le condujo con escolta a fines de 1815. Desde esta época hasta 1820 vivió retirado, casi siempre en el campo, y entregado exclusivamente al estudio.

### El Trienio Liberal
En 1820 fue reintegrado en su destino de director; en septiembre del mismo año se le nombró vocal de la Junta de Censura, y el 1 de mayo de 1821 Consejero de Estado. En abril del mismo año fue comisionado para la visita de la Tesorería General. Salió de Madrid con el Gobierno de 1823. Anduvo errante cambiando frecuentemente de domicilio, hasta que en 1827 se le permitió vivir en Madrid, donde tenía su casa y sus libros.

### Los últimos años
En 1829 se le encargó la recopilación de ordenanzas de la Hacienda militar; en 1833 fue nombrado Ministro del Consejo Supremo de la Guerra en la plaza reservada de los intendentes de ejército; en 1834 individuo del Consejo Real de España e Indias en la sección de Guerra; y en el mismo año se le elevó a la dignidad de prócer, confiriéndole además la gran cruz de Isabel la Católica.
Falleció el 9 de noviembre de 1834 a los ochenta y dos años de edad.

## Producción intelectual
Era hombre muy devoto, aficionado a la lectura de la Biblia e instruido en ciencias eclesiásticas, de que solía discutir con su amigo el obispo Félix Torres Amat. Dejó escritas y publicadas muchas obras: 1.ª Del oficio y cargos del intendente de ejército en campaña. 2.ª Meditaciones sobre la constitución militar, que escribió siendo individuo de la comisión nombrada en septiembre de 1812, para la organización del ejército.
Son suyas la oración gratulatoria, ya citada, de la Sociedad Económica de Madrid en el advenimiento de Carlos IV, el extracto de la obra inédita de don José Antonio del Barco, titulada Retrato natural y político de la Bética antigua; extracto que se hallaba inserto en el tomo II de las Memorias de la Sociedad Económica de Sevilla; el Elogio histórico de Arias Montano, inserto en el tomo VII de las Memorias de la Real Academia de la Historia.
Fue autor de varias composiciones poéticas, bastante influidas por la obra de fray Luis de León, de las cuales algunas vieron la luz pública en los periódicos, y la mayor parte permanece inédita entre sus manuscritos. Pero la principal obra suya, y a la cual consagró gran parte de su vida, fue la traducción de los libros poéticos de la santa Escritura. Se dedicó desde el año 1807 al estudio de la lengua hebrea, sin más auxilio que algunos libros que le prestó en Sevilla su amigo don Pedro Prieto, magistral de aquella iglesia metropolitana. Su afición a este trabajo, emprendido desde su vuelta a La Carolina, era tal, que dedicaba a él todos los momentos de descanso que le permitían sus ocupaciones. De este modo tradujo los libros III, IV y V de los Salmos.
Las dos reales academias, Española y de la Historia, le recibieron en su seno. En la primera fue nombrado Académico Honorario el 26 de febrero de 1799, Supernumerario el 10 de febrero de 1814, y de Número el 24 de marzo siguiente. Desde 1820 estuvo encargado del examen y corrección de las correspondencias latinas del Diccionario de la lengua castellana. El 2 de enero de 1802 fue admitido en la clase de Correspondiente en la Academia de la Historia; pasó a la de Supernumerario el 28 de julio de 1820, y a la de Numerario el 1 de febrero de 1828. Fue nombrado Censor de dicha Academia el 27 de noviembre de 1829, y reelegido el 30 del mismo mes de 1832. Usó los pseudónimos de "Silvano Filomeno" y "Capitán Muñatones" para publicar en el Correo Literario de Sevilla poemas y artículos polémicos.

## Obras
- Oración gratulatoria por el advenimiento de Carlos IV, 1789.
- Muestra de una nueva traducción de los Salmos en verso y prosa, Madrid, 1816.
- Los Salmos traducidos nuevamente al castellano, Valencia, 1819-1827.
- Los libros poéticos de la Biblia, 1829-1832.
- "Elogio histórico del doctor Benito Arias Montano", Madrid, en Memorias de la Real Academia de la Historia, II, 1832, doc. 33.
- Apuntamientos para la historia del rey Felipe II, Madrid, h. 1830.
- Del oficio y cargos del intendente de ejército en campaña, 1810.
- Meditaciones sobre la constitución militar, Cádiz, 1813.
- Estatuto interino para Ejercicios literarios en los Estudios de San Isidro de Madrid, Madrid, 1814 y 2.ª ed. 1821.
- Opúsculos inéditos en prosa y verso, Madrid, 1847, póstumo.